# Pierre de l'Onction

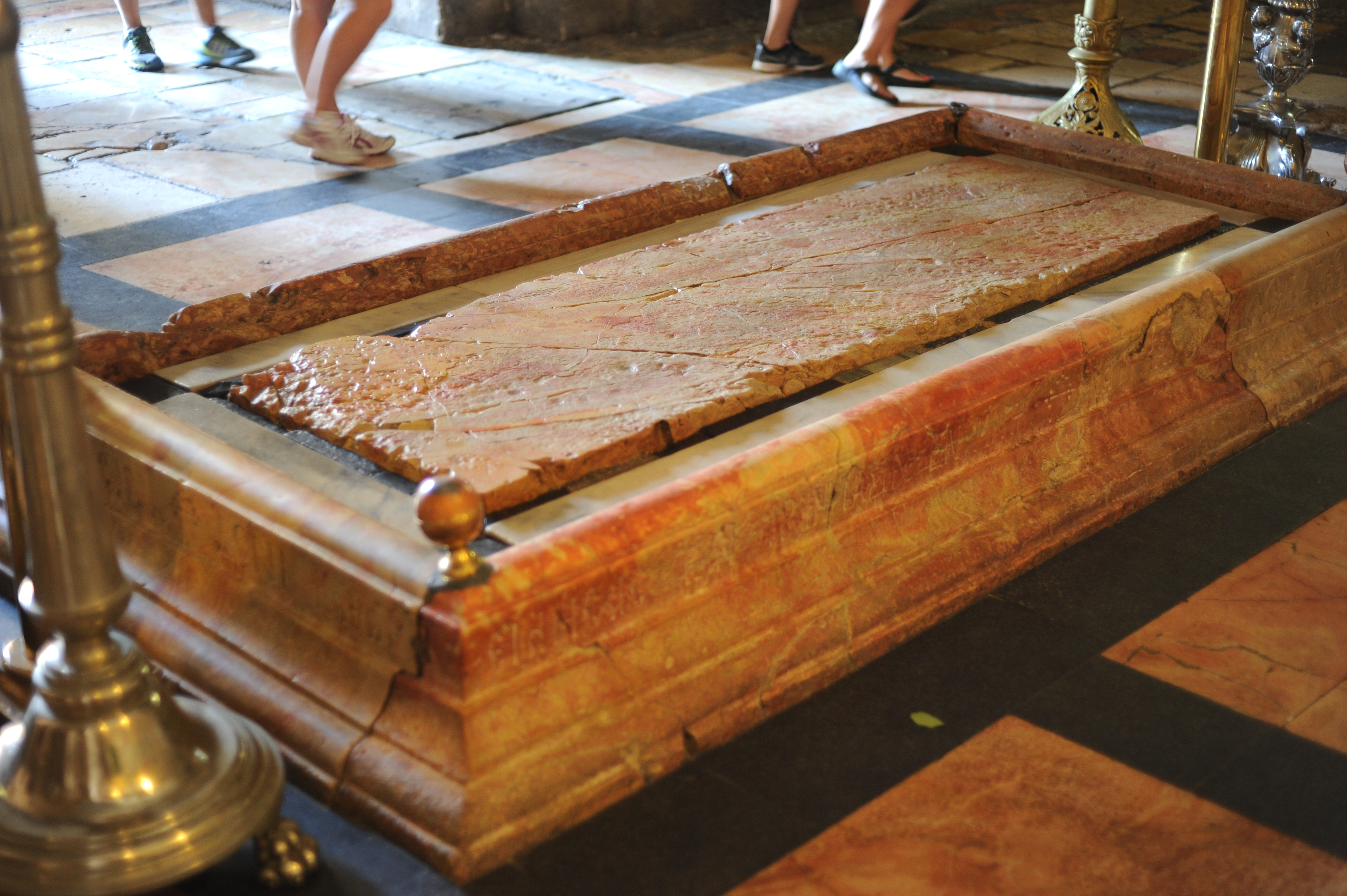
La Pierre de l'Onction, surmontée d'une plaque de marbre.

La Pierre de l’Onction, ou Pierre de l’Embaumement est, selon la tradition chrétienne, la pierre sur laquelle le corps du Christ fut lavé et enveloppé dans le Saint-Suaire par Joseph d’Arimathie et Nicodème avant la Mise au tombeau.

## Historique
La tradition de cette pierre dans la basilique n'est attestée qu'à l'époque des croisades.  Dans un baldaquin soutenu par des colonnes baguées, elle est recouverte actuellement d'une table rectangulaire en marbre rose, ornée à chaque angle d'un pommeau doré, et est située dans l'atrium de la Basilique du Saint-Sépulcre. Cette dalle a pour fonction de préserver la pierre originelle, de nombreux pèlerins en ayant prélevé des morceaux. La dalle noire mise en place au début du XIXe siècle a été détruite par l'incendie qui endommagea la basilique en 1808, ses morceaux étant emportés par les Grecs. Lors de la reconstruction de l'église en 1810, elle est à nouveau recouverte, cette fois par la pierre de marbre rose qu'on y voit aujourd'hui.

## Vénération
Située dans l’atrium de la Basilique du Saint-Sépulcre, elle est l'objet d'une importante vénération depuis le Moyen Âge jusqu'à aujourd'hui, focalisant l'attention des pèlerins actuels dès leur entrée, si bien qu'ils omettent d'accéder au rocher du Calvaire en montant un escalier de pierre tout proche. Sur la cloison qui lui fait face, une mosaïque illustre l'épisode.
Elle est entourée de six chandeliers avec leurs cierges qui sont, deux à deux, la propriété de chacune des trois grandes communauté qui en ont la charge, c'est-à-dire les catholiques, les orthodoxes et les arméniens apostoliques. Elle est également surmontée de huit lampes suspendues qui brûlent continuellement, quatre appartenant aux orthodoxes, deux aux arméniens, une aux catholiques et une autre aux coptes. Chaque vendredi saint, des religieuses parfument la pierre et les pèlerins du monde entier la touchent de la main, l'embrassent et frottent cette relique de contact avec des objets personnels afin d'en conserver le parfum. Ce type de vénération se reproduit pour chaque relique et lieu sacré de la basilique. 

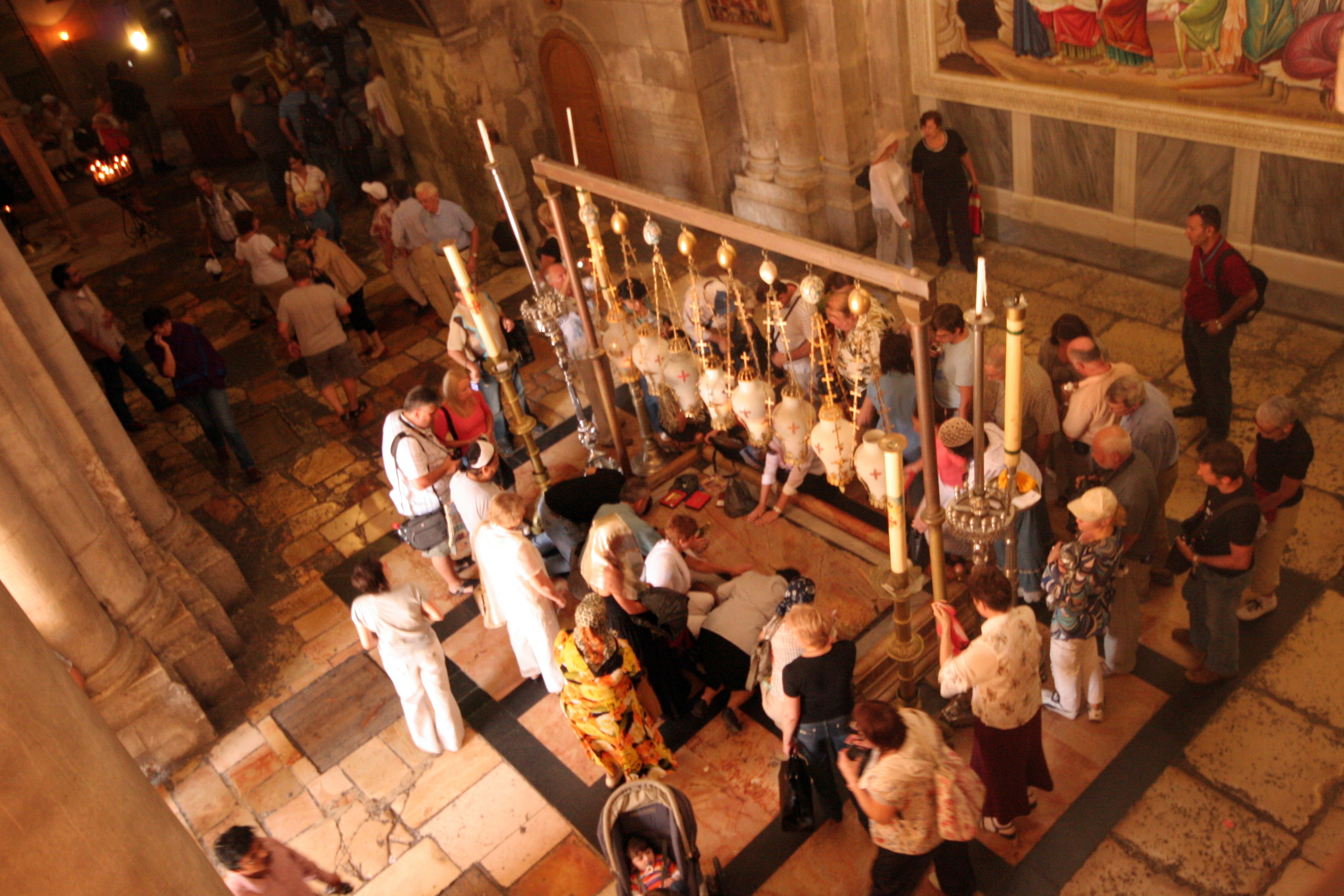
La relique entourée de pèlerins.
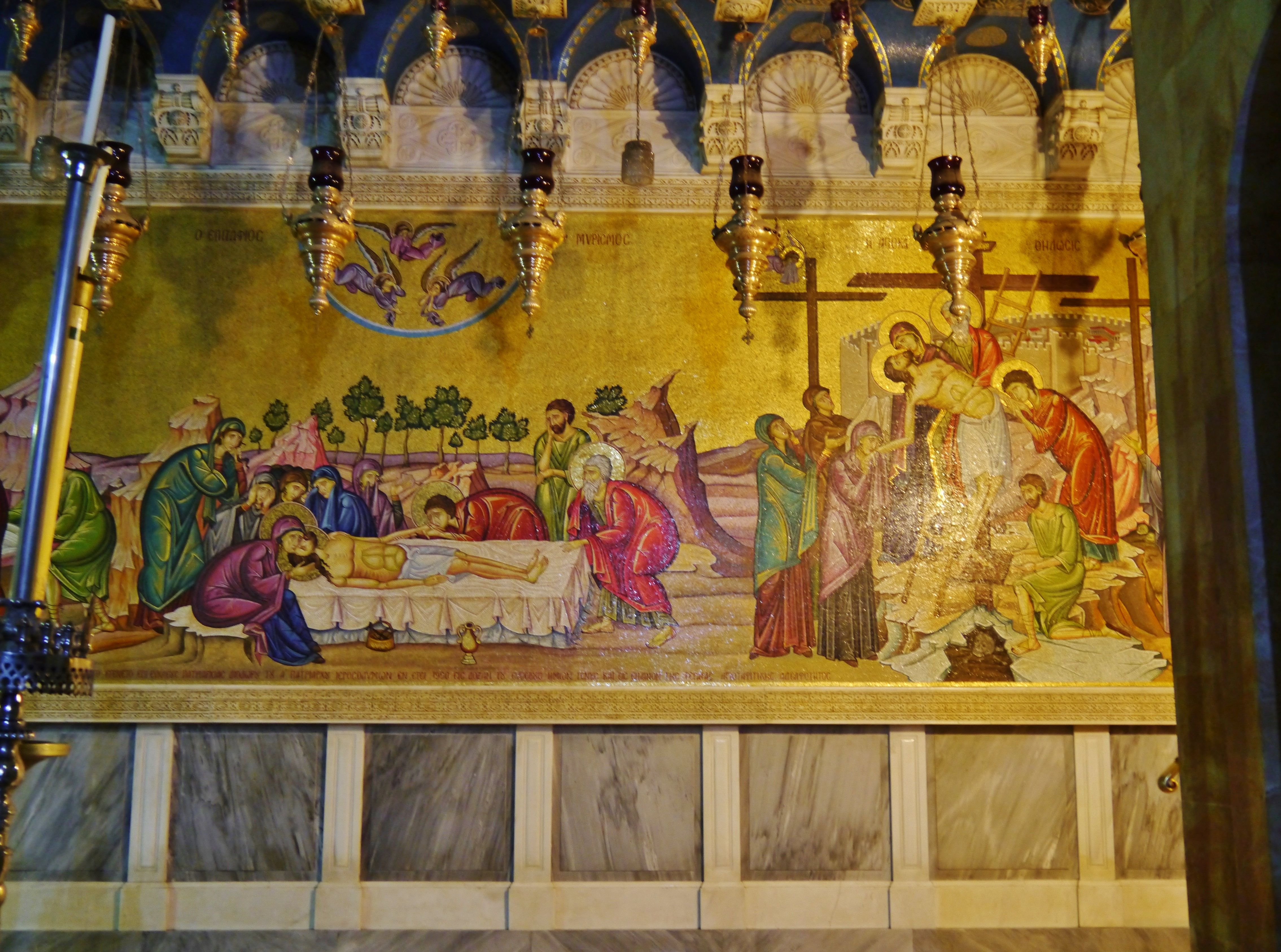
La mosaïque illustrant l'épisode.

## Légendes et traditions
Selon la tradition, plusieurs rois de Jérusalem, dont Godefroy de Bouillon et Baudouin II, seraient enterrés sous la relique.
Une légende veut aussi qu'elle soit du même rocher, à savoir un gros monolithe calcaire, que celui du mont Golgotha.